# 辻永ひつじ
辻永 ひつじ（つじなが ひつじ、3月20日 - ）は、日本の漫画家。秋田県雄勝郡羽後町出身。

## 来歴・人物
2011年、第68回小学館新人コミック大賞で『たなばた恋愛レッスン!』でデビュー。その後『ちゃお』漫画家の白雪バンビや『Sho-Comi』漫画家の夜神里奈の下でアシスタントを経験している。
血液型はO型。趣味は旅行とゲーム。4人兄弟の2番目(次女)で、姉と弟と妹がいる。
2021年9月19日から10月16日まで、出身地の羽後町にある道の駅うごで原画展を開催。

## 漫画
タカラトミーアーツ/シンソフィアのコンピュータゲームおよびアニメを原作とするプリティーシリーズでは、2014年の『プリパラ』から継続してコミカライズを担当している。
2018年11月4日放送の『キラッとプリ☆チャン』第31話「マンガの現場いってみた！」では本人をモデルにした漫画家の永辻 まとん（声 - 本多真梨子）が登場しており、作中で雑誌連載されている設定の漫画『マジ♡ラブ』の原画提供で関わっている。

### 連載
オリジナル作品
- ねこカフェにおいでよ!（『ちゃおデラックス』2017年11月号、2018年11月号、2019年1月号、3月号）
- プリンス☆パーティー（『ちゃお』2018年4月号 - 2018年6月号）
- キョーダイなんかじゃいられない!（『ちゃお』2019年7月号 - 2019年9月号、2019年12月号 - 2020年4月号、2020年6月号 - 2020年10月号）
- 恋して♥悪役プリンセス!（『ちゃお』2021年1月号 - 2021年3月号）
- キミと結婚なんかしない!（『ちゃお』2021年11月号 - 2022年3月号）
- 愛するあなたは推しで王様〜異世界恋愛記〜（『ちゃおコミ』2022年9月9日[7] - ）
- ずるい恋の叶え方〜恋愛超理論〜（『ちゃお』2023年3月号[8] - 2023年5月号[9]）

プリティーシリーズ
いずれもちゃお連載版および公式ファンブック掲載の番外編。
- プリパラ / アイドルタイムプリパラ（『ちゃお』2017年6月号 - 2018年4月号）
- キラッとプリ☆チャン（『ちゃお』2018年5月号 - 2021年6月号）
- ワッチャプリマジ!（『ちゃお』2021年10月号 - 2022年11月号[10]）
- プリティーオールフレンズ（『ちゃおコミ』2021年8月10日[11] - 連載中）

### 読み切り
- 髪は女の命
- キスしたいっ!
- キスしちゃうぞ!
- 好きになんかならないよ?
- たなばた恋愛レッスン! - デビュー作
- フクシューサマー!!
- レッドナース
- 闇デレラ（ヤンデレラ）
- 友情の穴
- めっちゃ♥ りとかん！ 〜Lil かんさい学園〜（『ちゃお』2023年9月号[12]） - Lil かんさいとのコラボ読み切り[12]。
- 愛するあなたは推しで王様〜異世界恋愛記〜（『ちゃおデラックス』2023年11月号[13]）

### イラスト
- ちゃおノベルズ プリパラ[14]（原作：タカラトミーアーツ、シンソフィア、文：福田裕子、監修：タツノコプロ） ISBN 978-4-09-289575-1
- ちゃおノベルズ プリパラ ガァルマゲドン外伝 〜怪獣アイドル ガァルル登場ガァル〜[15]（原作：タカラトミーアーツ、シンソフィア、文：桑原美保、監修：タツノコプロ） ISBN 978-4-09-289580-5

### 書籍
- 『プリパラ』、小学館〈ちゃおコミックス〉2016年、全2巻
  1. 2016年4月27日発売[16]、ISBN 978-4-09-138458-4
  2. 2016年12月26日発売[17]、ISBN 978-4-09-139146-9
- 『プリンス☆パーティー』小学館〈ちゃおコミックス〉、2018年8月1日発売[18]、ISBN 978-4-09-870193-3
- 『ねこカフェにおいでよ！』小学館〈ちゃおコミックス〉、2019年5月31日発売[19]、ISBN 978-4-09-870502-3
- 『キョーダイなんかじゃいられない！』、小学館〈ちゃおコミックス〉2020年、全3巻
  1. 2020年4月1日発売[20]、ISBN 978-4-09-871026-3
  2. 2020年7月1日発売[21]、ISBN 978-4-09-871085-0
  3. 2020年10月30日発売[22]、ISBN 978-4-09-871174-1
- 『恋して♥悪役プリンセス！』小学館〈ちゃおコミックス〉、2021年6月1日発売[23]、ISBN 978-4-09-871417-9
- 『キミと結婚なんかしない！』小学館〈ちゃおコミックス〉、2022年3月25日発売[24]、ISBN 978-4-09-871588-6
- 『愛するあなたは推しで王様〜異世界恋愛記〜』、小学館〈ちゃおコミックス〉2023年 - 、既刊3巻（2025年1月24日現在）
  1. 2023年5月25日発売[25]、ISBN 978-4-09-872019-4
  2. 2024年2月26日発売[26]、ISBN 978-4-09-872129-0
  3. 2025年1月24日発売[27]、ISBN 978-4-09-873036-0

### アンソロジーコミック
- 禁じられた学校怪談[28]（『髪は女の命』収録[注釈 1]） ISBN 9784091351753
- イナズマイレブンGO アンソロジー![29]（『借り物競争大作戦!』収録[注釈 2]、監修 / レベルファイブ） ISBN 9784091353368
- はじめてのキス 〜生まれてはじめてをキミと〜[30]（『キスしちゃうぞ!』収録[注釈 3]） ISBN 9784091373496
- 恋する小学生 3 〜オトナになりたい帰り道〜[31]（『キスしたいっ!』収録[注釈 4]） ISBN 9784091393791
- まだ誰も知らないこわい話[32]（『レッドナース』収録[注釈 5]） ISBN 9784091393807
- 絶対恐怖[33]（『闇デレラ』収録[注釈 6]） ISBN 9784098700417
- ホラー傑作選 恐[34]（『友情の穴』収録[注釈 7]） ISBN 9784098701261
- 萌え男子にひとめぼれ♥[35]（『ねこカフェにおいでよ!』、『ねこカフェにおいでよ! 〜番外編〜』収録[注釈 8]） ISBN 9784098701322